# Серебротримагний
Серебротримагний — бинарное неорганическое соединение, интерметаллид
серебра и магния
с формулой AgMg3,
кристаллы.

## Получение
- Сплавление стехиометрических количеств чистых веществ:

{\displaystyle {\mathsf {Ag+3Mg\ {\xrightarrow {492^{o}C}}\ AgMg_{3}}}}

## Физические свойства
Серебротримагний образует кристаллы
гексагональной сингонии, пространственная группа P 63/mmc, параметры ячейки a = 0,48842÷0,49030 нм, c = 0,77868÷0,78438 нм, Z = 2,
структура типа арсенида тринатрия Na3As
.
Соединение образуется при температуре 492 °C
и имеет область гомогенности 75,5÷78 ат.% магния.